# Lerista ameles
Lerista ameles — вид сцинкоподібних ящірок родини сцинкових (Scincidae). Ендемік Австралії.

## Поширення і екологія
Lerista ameles відомі за кількома зразками, зібраними у внутрішніх районах на півночі центрального Квінсленду. Вони живуть в евкаліптових лісистих саванах, на кам'янистих ґрунтах, порослих рідкою рослинністю.

## Збереження
МСОП класифікує цей вид як такий, що перебуває під загрозою зникнення. Lerista ameles загрожує знищення природного середовища.